# Joglar

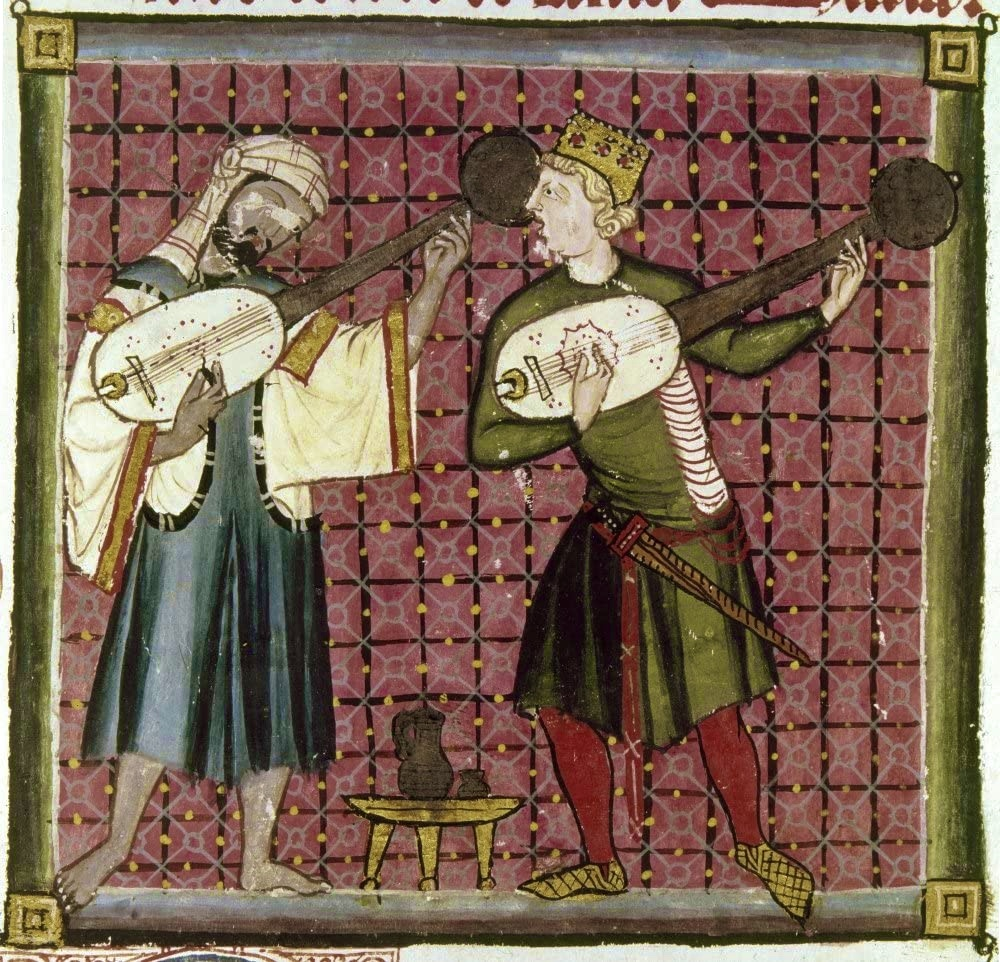
Joglars en les cantigues d'Alfons X el Savi

Un joglar era l'intèrpret musical dels texts escrits pels trobadors, la persona que transmetia amb el seu cant i instrument les obres èpiques dels segles xii i xiii. Habitualment, no eren els mateixos trobadors qui recitaven o cantaven les seves composicions, sinó que aquesta era una feina encomanada als joglars. (Podríem dir que el trobador era l'autor i el joglar l'intèrpret.)
Els joglars eren normalment de procedència humil i així eren considerats davant la cort, tot i que eren molt apreciats pel tipus de feina que elaboraven: distreure o delectar mitjançant una activitat culta. Per tant, es considerava joglar la persona que entretenia. Dins el ram de la joglaria, s'hi trobava també el domador d'animals, considerada l'expressió més modesta d'aquest ofici, i els pallassos, els mags o els acròbates.
Al llarg del temps, hi va haver joglars que s'especialitzaven en una sola activitat. Aquells per als quals el més important era la transmissió d'un text amb una base històrica s'anomenen els joglars de gestes i els joglars de lírica. Es diferencien entre ells perquè els joglars de gestes tenien més llibertat a l'hora de crear i transmetre els fets, els personatges i els diàlegs i ho feien amb una tonada simple i fàcil de recordar. Els joglars de lírica, en canvi, eren els qui difonien les composicions dels trobadors, realitzaven la seva activitat entre els cortesans, eren absolutament fidels al text -difícilment podien improvisar a causa de les estrictes condicions mètriques a què estaven sotmesos- i feien servir músiques més elaborades que els joglars de gestes.

## Joglars i trobadors
De vegades, un joglar podia convertir-se en trobador i cantar ell mateix les seves composicions o donar-les a un altre joglar. De la mateixa manera, un trobador podia esdevenir joglar. Tot i així, ni un ni altre cas eren habituals i la distinció entre un i altre personatge no tothom la devia tenir prou clara. Cap a mitjan segle xiii, els termes "joglar" i "trobador" van esdevenir confusos, com mostra "Lo vers del saig i del joglar" de Cerverí de Girona. Així mateix, hi havia joglars que estaven molt lligats a determinats trobadors, normalment als de més renom i prestigi i transmetien únicament les seves composicions, mentre d'altres cantaven les obres de diversos trobadors. Un exemple del que un trobador esperava del seu joglar es pot llegir a l'obra "L'Ensenhamen" de Guerau III de Cabrera. En aquesta composició, Guerau de Cabrera anomena les activitats (jocs de mans, ballar, cantar, tocar un instrument, conèixer diferents gèneres poètics i tenir una col·lecció de temes musicals) que han de saber fer els joglars, i més en concret el seu joglar Cabra, anomenat així perquè l'escut d'armes del seu senyor simbolitzava una cabra. Se sap que hi havia joglars que es coneixien per un nom característic lligat al trobador per al qual cantaven o per les peculiaritats de les tasques que realitzava amb la joglaria.
Una gran majoria, però, es posaven noms amb doble sentit. Tots els joglars alemanys utilitzaven noms grollers, per exemple Arschwurst, Hanswurst o Eulenspiegel, que alterant-ne la pronúncia tenia un significat obscè. O, en el cas dels italians, el joglar més important dels quals es feia dir Ruzante, derivació del paduà ruzare, 'aquell que s'aparella amb animals'. Fins i tot, la mateixa expressió de joglar ve del verb ciullare, 'fornicar', i del nom ciullo, aparell reproductor masculí (n'és un exemple el sicilià Ciullo d'Alcamo).
Finalment, cal recordar la importància dels joglars no sols en els aspectes lúdics i socials de la societat cortesana de l'època, sinó també quant a la seva funció com a missatgers de confiança dels trobadors, que transmetien les argumentacions i peticions polítiques dels senyors feudals -i al mateix temps trobadors- a qui servien. En aquest aspecte, podem llegir un poema de Guillem de Berguedà i un altre del rei Frederic III de Sicília, en els quals es veu com els dos personatges posen el seu futur, i en darrer terme la seva vida, en mans d'uns joglars que devien gaudir de la seva total confiança. També destaca la figura de Pere Çahat, magister ludis amoris que, amb la seva companyia de joglars còmics, representa peces amatòries a València, pels volts de l'any 1338. Existeix documentació que prova que, aquest mateix any, Pere el Cerimoniós li estén un salconduit perquè ell i el seu grup puguin representar jocs, molt probablement de tipus còmic i eròtic.

## Exemples
Segons la Crònica de Ramon Muntaner, en les festes de la coronació d'Alfons d'Aragó i Castella va cantar el joglar Romaset i recitaren els joglars Comí i Novallet (o Jovallet).